# Sielsowiet Horbacha
Sielsowiet Horbacha (biał. Гарбахскі сельсавет, Harbachski sielsawiet; ros. Горбахский сельсовет) – sielsowiet na Białorusi, w obwodzie brzeskim, w rejonie janowskim, z siedzibą w Horbasze.

## Demografia
Według spisu z 2009 sielsowiet Horbacha zamieszkiwało 1101 osób, w tym 1059 Białorusinów (96,19%), 26 Ukraińców (2,36%), 14 Rosjan (1,27%) i 2 Polaków (0,18%).

## Geografia i transport
Sielsowiet położony jest na Polesiu, w środkowozachodniej części rejonu janowskiego. Największą rzeką jest Pina.
Przez sielsowiet przebiegają linia kolejowa Łuniniec – Żabinka, droga magistralna M10 oraz Kanał Dniepr-Bug (Królewski).

## Miejscowości
- agromiasteczka:
  - Horbacha
  - Snitowo
- wsie:
  - Glinna
  - Klementynowo
  - Owzicze
  - Trudawaja
  - Worocewicze
  - Zawojacin
  - Żurawek